# 当茹
当茹（法語：Dampjoux，法語發音：[dɑ̃ʒu]）是法国杜省的一个市镇，位于该省东北部，杜河左岸，属于蒙贝利亚尔区。

## 地理
当茹（47°20'34"N, 6°45'27"E）面积2.31 平方千米，位于法国勃艮第-弗朗什-孔泰大區杜省，该省份为法国东部内陆省份，北起上索恩省，西接汝拉省，东部及东南部与瑞士接壤，东北部与贝尔福地区省接壤。
与当茹接壤的市镇（或旧市镇、城区）包括：维拉尔苏当茹、努瓦尔方丹、比耶夫、莱泰尔德绍。

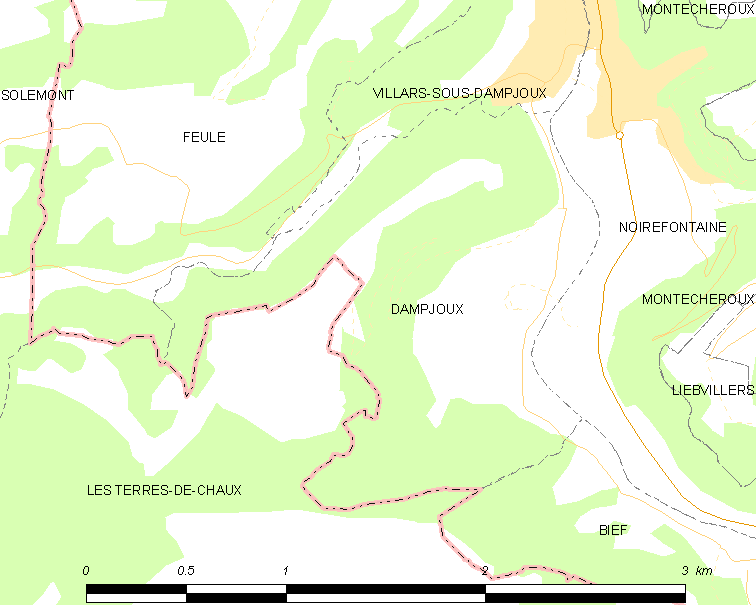
当茹的OSM定位图

当茹的时区为UTC+01:00、UTC+02:00（夏令时）。

## 行政
当茹的邮政编码为25190，INSEE市镇编码为25192。

## 政治
当茹所属的省级选区为迈什县。

## 人口

1962-2008年间当茹人口变化图示

当茹于2022年1月1日时的人口数量为164人。